# 藤田定市
藤田 定市（ふじた さだいち、1889年〈明治22年〉4月1日 - 1973年〈昭和48年〉9月3日）は、日本の実業家。フジタ工業（現・フジタ）会長。広島県知事をつとめた藤田雄山は孫。

## 経歴
広島県賀茂郡中黒瀬村字大多田（現・東広島市黒瀬町）の農家に生まれる。藤田次助の三男。1910年12月、21歳の頃、兄の一郎とともに広島市台屋町で土木建築請負業を始める。
土木建築請負業を営む。1916年、「藤田組」を名乗り、兄の一郎が組長に、定市が副組長になる。1944年、藤田組社長に就任。1945年8月6日の広島市への原子爆弾投下により、定市は自宅で家屋の下敷きとなり、重傷を負う。1962年、藤田組会長に就任。
また広島商工会議所会頭、ラジオ中国（現・中国放送）、広島観光協会各会長、東洋パルプ監査役などをつとめる。

## 人物
趣味はゴルフ、囲碁。宗教は真宗。住所は広島市平野町、同市翠町（現・広島市南区翠）、東京都世田谷区代田2丁目、渋谷区元代々木町。

## 栄典
- 1955年 - 藍綬褒章[1][11]
- 1958年 - 紺綬褒章[11]
- 1964年 - 勲四等旭日小綬章[11]

## 家族・親族
藤田家
- 妻・マサノ（1900年 - ?、広島、湯川又一の長女）[7][8]
- 長男・一暁[2][3]（1920年 - 1991年、フジタ社長・会長）
- 二男・正明[2][3]（1922年 - 1996年、参議院議員）
  - 同妻（広島、大原博夫の三女）
  - 同長男・雄山[5]（1949年 - 2015年）
  - 同二男・公康[5]（1950年 - ）

親戚
- 大原博夫（医師、衆議院議員）
- 兄・藤田一郎（広島県多額納税者、土木建築請負業、藤田組代表者）
- 兄一郎の養子・藤田一郎（衆議院議員、藤田組副社長）